# Giacomo Schirone
Giacomo Schirone (Bari, 21 gennaio 1901 – 16 settembre 1980) è stato un politico e partigiano italiano.

## Biografia
Originario di Bari e di professione sarto, Schirone fu un antifascista convinto e internazionalista. Nonostante lo scarso livello di scolarità, Giacomo coltivava una curiosità intellettuale verso il pensiero socialista, condividendo scelte politiche che misero più volte a repentaglio la sua vita e l’incolumità di chi gli era accanto. Nel 1924 si rifugiò a Marsiglia in Francia per sfuggire alla repressione fascista e successivamente si unì alle Brigate Internazionali durante la Guerra Civile Spagnola, combattendo al fianco di figure come Carlo Rosselli, Pietro Nenni e Giuseppe Di Vittorio. Si ritiene sia l'unico barese – documentato – che abbia partecipato alla Guerra Civile.
Dopo il conflitto, tornò in Francia come esule politico.
Nel settembre 1939, rientrato in Italia, partecipò attivamente alla Resistenza. Fu presente al corteo del 28 luglio 1943 a Bari, noto per la strage di via Niccolò dell’Arca. Schirone aderì al Partito d’Azione e fu tra i promotori del Fronte di Liberazione Nazionale, che si trasformò nel mese successivo nel Comitato di Liberazione Nazionale (CLN) a Bari. Nel gennaio 1944, rappresentò gli azionisti al Congresso dei CLN dell’Italia meridionale, tenutosi al Teatro Piccinni di Bari e partecipò alla ricostituzione della Camera del Lavoro.
In tutta la sua vita fu un convinto ateo e anticlericale e, avendo conosciuto in Spagna la "Escuela Moderna" di Francisco Ferrer,  la divulgò ampiamente in Italia nel dopoguerra.
Morì all'età di 79 anni il 16 settembre 1980.